# Vuelta a México
La Vuelta a México fue una carrera de ciclismo en ruta por etapas que se corrió en México de forma intermitente.
Su primera edición tuvo lugar en 1948, pero su disputa ha sido interrumpida en muchas ocasiones, el último parón está desde 2016.
La primera edición fue ganada por el mexicano Eduardo Aguilar. En la década del 50 se destacó Ángel Romero, quién venció en 4 años consecutivos.
Las pugnas entre empresas privadas y el gobierno de México por organizar la competencia culminaron con la desaparición de la prueba en 1999. En 2003 se realizó por una sola edición la Vuelta a las Américas, que constó de 21 etapas disputadas entre el 22 de febrero y el 16 de marzo, ganada por Julio César Rangel.
Luego de 5 años de receso, en 2008 se volvió a disputar la prueba, patrocinada por el Instituto Telmex y apoyado por CONADE (Comisión Nacional de Cultura Física y Deporte). A la vez fue incluida en el calendario internacional dentro del UCI America Tour, siendo la última competencia de esa temporada en la categoría 2.2. A partir de la edición del 2009, Telmex entró en el nombre de la carrera llamándose oficialmente durante dos años Vuelta a México Telmex.
En 2011, luego de ser anunciada su disputa para abril, fue aplazada para septiembre y, finalmente, suspendida nuevamente hasta 2014, cuando se retomó de nuevo la competencia.
Debido a la falta de apoyo, desde 2016 no se ha vuelto a realizar la carrera.

## Maillots de Líder
- -Líder General
- -Mejor Mexicano
- -Líder Montaña
- -Líder Combatividad
- -Líder -23

## Palmarés
| Año                                                | Ganador                | Segundo               | Tercero               |
| -------------------------------------------------- | ---------------------- | --------------------- | --------------------- |
| Vuelta al Centro de la República - Vuelta a México |                        |                       |                       |
| 1948                                               | Eduardo Aguilar        | Salomón Marino        | Jorge Gutiérrez       |
| 1949                                               | Blaise Quaglieri       | Leon Duau             | Juventino Cepeda      |
| 1950                                               | Ricardo García Peralta | Leon Duau             | Juventino Cepeda      |
| 1951                                               | Ángel Romero           | Alfonso Díaz          | Amando Martinez       |
| 1952                                               | Ángel Romero           | Julio Cepeda          | Bevis Wood            |
| 1953                                               | Ángel Romero           | Rafael Vaca           | Felipe Linan          |
| 1954                                               | Ángel Romero           | Magdaleno Cano        | Rafael Vaca           |
| 1955                                               | Cancelada              | Cancelada             | Cancelada             |
| 1956                                               | Rafael Vaca            | Magdaleno Cano        | Salvador Pacheco      |
| 1957                                               | Rafael Vaca            | Mauricio Mata         |                       |
| 1958-1959                                          | Suspendida             | Suspendida            | Suspendida            |
| 1960                                               | Porfinio Remigio       | Rubén Darío Gómez     | Mauricio Mata         |
| 1961                                               | Jacinto Brito          | Walter Moyano         | Emilio Cruz Díaz      |
| 1962-1981                                          | Suspendida             | Suspendida            | Suspendida            |
| Vuelta a México                                    |                        |                       |                       |
| 1982                                               | Bernardo Cólex         |                       |                       |
| 1983-1988                                          | Suspendida             | Suspendida            | Suspendida            |
| Ruta de México                                     |                        |                       |                       |
| 1989                                               | Raúl Alcalá            | Sergei Kupreianovich  | Miguel Ángel Arroyo   |
| 1990                                               | Raúl Alcalá            | Miguel Ángel Arroyo   | Héctor Patarroyo      |
| 1991                                               | Julio César Ortegón    | Federico Muñoz        | Michael Carter        |
| 1992                                               | Cancelada              | Cancelada             | Cancelada             |
| 1993                                               | Laurent Fignon         | Francisco Villalobos  | Michael Carter        |
| 1994                                               | Raúl Alcalá            | Miguel Ángel Arroyo   | Álvaro Sierra Peña    |
| 1995                                               | Luis Espinosa          | Julio César Rangel    | Miguel Ángel Arroyo   |
| 1996                                               | Cancelada              | Cancelada             | Cancelada             |
| Ruta Azteca                                        |                        |                       |                       |
| 1997                                               | José Luis Vanegas      | Francisco Benítez     | Félix García Casas    |
| Ruta de México                                     |                        |                       |                       |
| 1998                                               | Miguel Ángel Arroyo    | José Ángel Robles     | Juan Carlos Fonseca   |
| 1999                                               | José Luis Vanegas      | José Ángel Robles     | Israel Ochoa          |
| 2000-2001                                          | Suspendida             | Suspendida            | Suspendida            |
| Vuelta de las Américas                             |                        |                       |                       |
| 2003                                               | Julio César Rangel     | Óscar Álvarez         | Argiro Zapata         |
| 2004-2007                                          | Suspendida             | Suspendida            | Suspendida            |
| Vuelta a México Telmex                             |                        |                       |                       |
| 2008                                               | Glen Chadwick          | Arquímedes Lam        | Ivan Fanelli          |
| 2009                                               | Jackson Rodríguez      | Carlos López González | David Vitoria         |
| 2010                                               | Óscar Sevilla          | Daniel Rincón         | Gregorio Ladino       |
| 2011                                               | Cancelada              | Cancelada             | Cancelada             |
| 2012                                               | Julián Rodas           | Daniel Jaramillo      | Edwar Stiber Ortiz    |
| 2013                                               | Cancelada              | Cancelada             | Cancelada             |
| 2014                                               | Juan Pablo Villegas    | Maxat Ayazbayev       | Víctor García Estévez |
| 2015                                               | Francisco Colorado     | Óscar Sevilla         | Óscar Pachón          |

### Más victorias generales
| Ciclista          | Victorias | Años                   |
| ----------------- | --------- | ---------------------- |
| Ángel Romero      | 4         | 1951, 1952, 1953, 1954 |
| Raúl Alcala       | 3         | 1989, 1990, 1994       |
| Rafael Vaca       | 2         | 1956, 1957             |
| José Luis Vanegas | 2         | 1997, 1999             |

## Palmarés por países
| País            | Victorias | 2.º lugar | 3.º lugar | Total |
| --------------- | --------- | --------- | --------- | ----- |
| México          | 15 (10)   | 12        | 10        | 37    |
| Colombia        | 8 (7)     | 8         | 8         | 24    |
| Francia         | 2 (2)     | 2         | 0         | 4     |
| España          | 1         | 2         | 3         | 6     |
| Nueva Zelanda   | 1         | 0         | 0         | 1     |
| Venezuela       | 1         | 0         | 0         | 1     |
| Uruguay         | 0         | 1         | 0         | 1     |
| Unión Soviética | 0         | 1         | 0         | 1     |
| Kazajistán      | 0         | 1         | 0         | 1     |
| Estados Unidos  | 0         | 0         | 2         | 2     |
| Reino Unido     | 0         | 0         | 1         | 1     |
| Italia          | 0         | 0         | 1         | 1     |
| Suiza           | 0         | 0         | 1         | 1     |
| Bandera de ?    | 0         | 1         | 2         | 3     |

- Entre paréntesis el número de ciclistas diferentes que han conseguido victorias para cada país.